# Душворгузар
Душворгузар (тадж. Душворгузар; до 31 июля 2023 года — Каинды) — река, протекающая по территории Мургабского района Горно-Бадахшанской автономной области Таджикистана между горными хребтами Боми Джахон (Белеуили) и Душворраха (Каинди). Второй по величине приток Сельдары (правый).
Длина — 33 км. Площадь водосбора — 236 км². Количество притоков имеющих длину менее 10 км — 20, их общая длина составляет 45 км.
Направление течения реки в верховьях — юго-западное, затем меняет направление на западное вплоть до устьевой части, где перед хребтом Каюмарса поворачивает на юг и на высоте 2745 метров над уровнем моря впадает в Сельдару.